# Pistáciová fabia
Pistáciová fabia je automobil Škoda Fabia zbarvený v charakteristickém odstínu zelené barvy. S ohledem na nízký počet takto prodaných vozidel je automobil obtížné na silnici zahlédnout. Na sociální síti Facebook existuje skupina fanoušků, kteří se pátrání po takto zbarvených automobilech věnují a fotografují je.

## Automobil
Vozidlo Škoda Fabia mělo zbarvení v odstínu pojmenovaném „zelená Fantasy“ (kód barvy je 5Y5Y, dle normy ČSN 5110). Byť to není nejméně se vyskytující zbarvení fabií, vyrobila automobilka v období od listopadu 1999 do května 2002 celkem 8116 těchto vozidel, a to 6954 ve verzi hatchback (6Y2), 1156 Combi (6Y5) a zbývajících šest ve verzi sedan (6Y3), což z celkového počtu 1 788 063 fabií první generace (výrobní označení 6Y) představuje přibližně 0,48 procenta. Odstín zelená Fantasy byla na rozdíl od jiných zbarvení užívána pouze u vozidel Škoda Fabia, což její výjimečnost zvýrazňuje. V karosářské verzi sedan automobilka vyprodukovala pouze šest vozidel. Pětice vznikla 2. března 2001 jako součást předsériové výroby, poslední o týden později již coby součást sériové produkce. Další sedany již v této barvě nebyly vyrobeny.
Roku 2008 se totožný odstín objevil na dalších vozidlech vyrobených automobilkou Škoda, a sice na třech Fabiích druhé generace a dvou třetí generace, dále na jednom modelu Roomster, jedné Octavii druhé generace a dvou Octaviích třetí generace. Posléze se v závěru roku 2019 počet Fabií třetí generace této barvy zdvojnásobil. Podle jiných zdrojů bylo v tomto odstínu k začátku září 2019 vyrobeno cca 7,5 tisíce fabií první generace, pět vozidel druhé generace a osm kusů třetí generace. Původně se zelená Fantasy řadila mezi základní zbarvení fabie, a proto si ji mohli na svůj vůz zákazníci pořídit bez příplatku. U modelů vyráběných od roku 2008 se již zařadila mezi placené barevné odstíny, a zájemci o ni si proto museli připlatit. Majitelé těchto automobilů o výjimečnosti své fabie někdy ani nevědí a pro zálibu nemají pochopení.

## Fenomén sociální sítě
V únoru 2018 Tadeáš Pitrucha a Max Hašek, tehdy žáci deváté třídy ostravské základní školy a posléze studenti stavební průmyslové školy, založili na sociální síti Facebook skupinu, již nazvali „Pistáciové fábie“. V ní se soustřeďují fanoušci takto zbarvených fabií. Počet členů této skupiny k 24. prosinci 2019 překročil dvanáct tisíc. Na počátku května 2024 sdružovala skupina na 27 241 uživatelů Facebooku. Přívrženci tohoto zájmu neváhají kvůli pořízení snímku automobilu realizovat i cestu do zahraničí, neboť fabia ve zbarvení zelená Fantasy se nachází i u majitelů v Německu či na Slovensku.

## Galerie

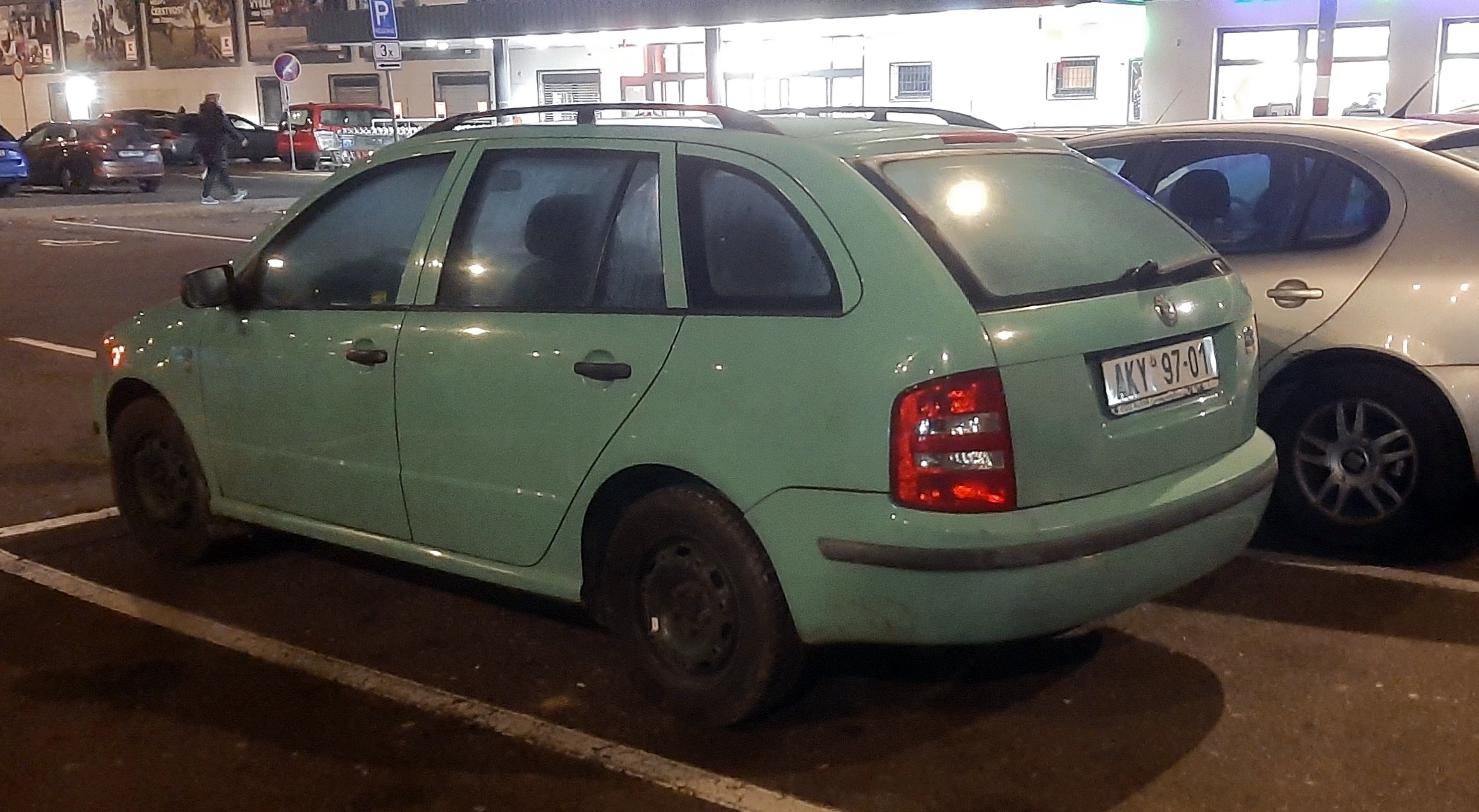
Combi
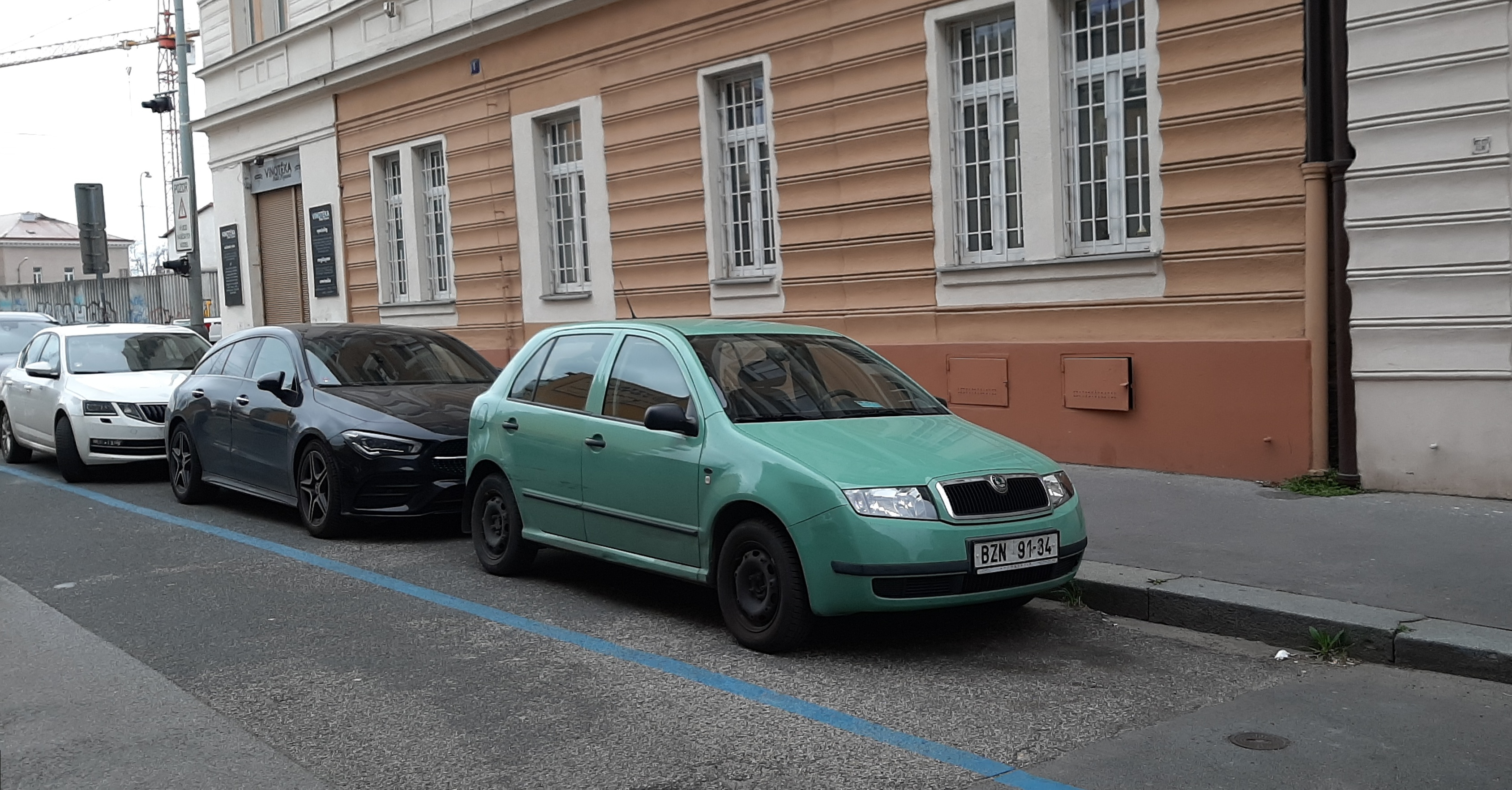
Hatchback
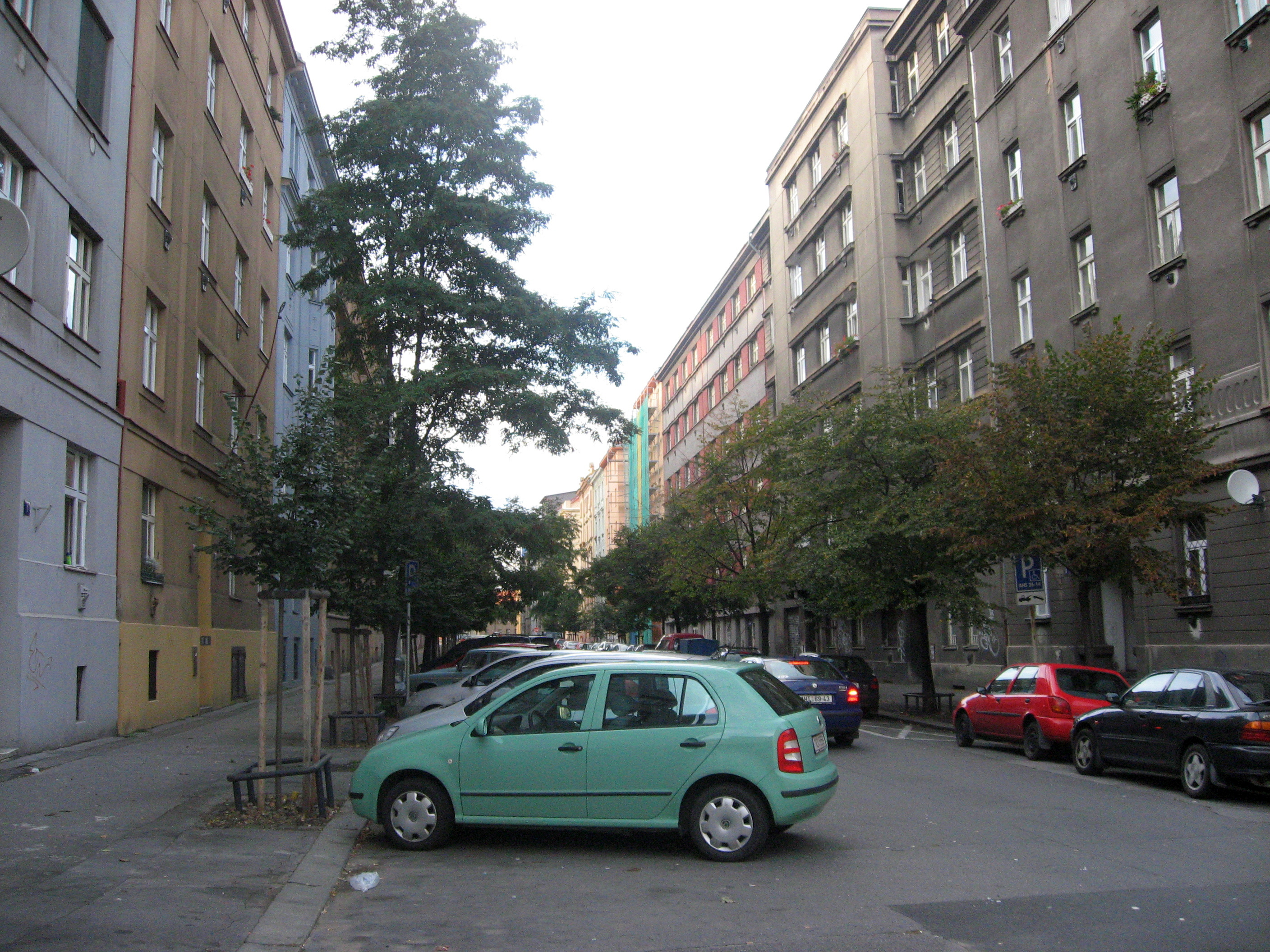
Hatchback